# Xylopia langsdorfiana
Xylopia langsdorfiana är en kirimojaväxtart som beskrevs av A. St.-hil. och Louis René Tulasne. Xylopia langsdorfiana ingår i släktet Xylopia och familjen kirimojaväxter. Inga underarter finns listade i Catalogue of Life.